# Таурени
Таурени, таурен (англ. Tauren) — вигадана раса антропоморфних биків у франшизі Warcraft, створеній компанією Blizzard Entertainment. Вперше з’явилися у грі Warcraft III (2002) як бойова одиниця, а згодом стали повноцінною ігровою расою у MMORPG World of Warcraft (2004). Як частина фракції Орди — одного з двох основних політичних альянсів у всесвіті гри — таурени зображені як миролюбний і духовно зосереджений народ, тісно пов’язаний із природою, але надзвичайно могутній у бою.

## Опис раси
Таурени значно більші за людей: самці можуть досягати трьох метрів на зріст, а самиці — близько 2,7 м. Вони мають по три пальці на руках і копита замість ступнів. Самці кремезні, мускулясті, вкрита хутром тілобудова має коров’яче забарвлення. Їм притаманні згорблена постава, пишна грива та масивні роги. Самиці також кремезні, але мають вищу поставу, меншу гриву та загалом витонченіші пропорції. Характерною зброєю тауренів є тотемний стовп, який виконує як релігійну, так і бойову функцію — його використовують як важкий ударний інструмент. Додатковою фірмовою зброєю виступає тауренська алебарда, виготовлена з дерев’яного держака та масивного леза.

## Появи
Перший ігровий дебют відбувся у Warcraft III, де таурени представлені як потужні воїни ближнього бою. У World of Warcraft з’являється їхнє місто-столиця — Громовий Бескид (англ. Thunder Bluff). У грі Heroes of the Storm (2015) фігурує персонаж Тауеренський вождь, учасник рок-гурту, який грає на електрогітарі. У доповненні World of Warcraft: Legion (2016) з’являється субраса Таурени Високогір’я, які мають лосеподібні роги.

## Розвиток ігрової концепції
У доповненні Cataclysm (2010) таурени отримали доступ до нових класів — паладина та жерця, що розширило ігрову варіативність. У 2014 році моделі чоловічих тауренів оновили, додавши міміку та детальніші риси обличчя; згодом оновлення торкнулося й жіночих персонажів. Традиційно прив’язані до класів ближнього бою, таурени несподівано отримали можливість ставати розбійниками у Dragonflight (2022) — що раніше сприймалося фанатами як жарт через габарити раси та їхні копита.

## Культурне сприйняття
Культурологи та дослідники відеоігор неодноразово аналізували образ тауренів. У книзі The Warcraft Civilization Вільям Бейнбрідж порівнює їх із міфологічними мінотаврами, вказуючи на еклектичність дизайну World of Warcraft. Попри їхній мирний характер, у світі гри таурени зазнають расової дискримінації. У збірці Digital Culture, Play, and Identity відзначається, що тауренки є винятком з-поміж традиційних «модельного типу» героїнь ігор — через їхню повнішу статуру, копита та коров’ячі носи, що, за оцінкою авторів, розширює варіативність жіночих образів. Втім, використання в образі тауренів візуальних та культурних елементів, що нагадують корінні народи Північної Америки, зазнало критики. Журналіст Polygon Колін Кемпбелл назвав це культурною апропріацією, що подає стереотипне зображення. Автори Digital Culture вказують, що культура Орди (включаючи тауренів) подана схематично, а образи — близькі до колоніальних уявлень про «примітивні народи». Філіп Майкл Александер у праці Identity and Collaboration in World of Warcraft зазначає, що концепт раси виглядав перспективним до моменту, поки він не усвідомив подібність їх до зневажливого стереотипу рівнинних індіанців: їхнє вигнання з батьківщини та загальна стилізація змусили його змінити расу персонажа. Одним із найвідоміших тауренів є Ґамон, неігровий персонаж (NPC), який став інтернет-мемом як «найчастіше вбиваний» у World of Warcraft. Його популярність призвела до появи у вигляді картки з написом «знову?!». У Cataclysm Ґамон став рейдовим босом 85 рівня, пізніше — 90-го (Mists of Pandaria), після чого був переможений і прив’язаний до дерева орком Ґаррошем Пеклокриком.